# Carl-Edvard Normann
Carl-Edvard Normann, född den 26 januari 1912 i Eda församling, Värmlands län, död den 1 februari 1993 i Lund, var en svensk kyrkohistoriker. 
Normann avlade studentexamen vid Lunds högre allmänna läroverk 1914, filosofie kandidatexamen 1939 och teologie licentiatexamen 1944. Han promoverades till teologie doktor 1948 och blev docent i kyrkohistoria vid Lunds universitet samma år. Han var professor där 1960–1978 och redigerade Bibliotheca historica ecclesiastica lundensis 1972–1978. Normann var ledamot av Lunds domkapitel 1965–1968 och av kyrkomötet 1968. Han invaldes som ledamot av Vetenskapssocieteten i Lund 1955, av Samfundet för utgivande av handskrifter rörande Skandinaviens historia 1957 och av Humanistiska Vetenskapssamfundet i Lund 1958. Normann blev riddare av Nordstjärneorden 1964. Han vilar på Norra kyrkogården i Lund.